# Yuji Kamimura
Yuji Kamimura (født 16. marts 1976) er en tidligere japansk fodboldspiller.
Han har spillet for flere forskellige klubber i sin karriere, herunder Omiya Ardija.